# Super Bomberman
Super Bomberman est un jeu vidéo réalisé par Hudson Soft. Il s’agit d’un jeu d'action sorti sur Super Nintendo en 1993. Il est le premier opus de la série des Bomberman, et le premier jeu vidéo quatre joueurs sur cette console.

## Trame
Loin au nord de la ville de Bomberman, Peace Town, se trouve la métropole moderne de Diamond City. Là-bas, le diabolique Carat Diamond et son comparse, le scientifique appelé Docteur Mook, organisent un tournoi pour robots avec des robots spécialement conçus pour leurs capacités martiales et offensives. Espérant subtiliser les capacités de combat avancées de Bomberman, Diamond a créé un faux Bomberman pour aller à Peace Town et enlever le véritable Bomberman. Conscient du complot de Diamond, Bomberman noir part seul affronter le faux Bomberman ; mais Bomberman noir est vaincu et son château est capturé. D'une manière ou d'une autre, Bomberman noir s'échappe et cherche refuge chez Bomberman blanc, et prévient ce dernier du plan diabolique de Diamond. Bientôt, des vagues et des vagues de robots ennemis entament leur avance vers Peace Town. Maintenant, les deux héros doivent unir leurs forces pour renverser le malfaisant Diamond II.

## Système de jeu
Le but du jeu est d'exploser les opposants avec des bombes. Au départ, le bomberman ne peut que disposer une seule bombe dont la capacité explosive est limitée (une case). À l'aide de « power-ups », les bombes acquièrent de la puissance d'explosion (plusieurs cases), la possibilité de déposer plusieurs bombes, les bombes à retardement, le « kick-bombe » qui permet de pousser les bombes à l'autre bout de l'écran (ou jusqu'à un obstacle), le « lance-bombe » qui permet de ramasser une bombe et de la lancer quelques cases plus loin, la « bombe-destroy » qui n'arrête pas son explosion à un obstacle, et d'autres.